# Костанай
Костанай (на казахски: Қостанай) е град в Костанайска област, Казахстан.
Населението му е 239 532 жители (по приблизителна оценка от 2018 г.). Основан е през 1879 г. Намира се в часова зона UTC+6. Пощенският му код е 110000, а телефонният – +7 7142.